# Sesioctonus grandis
Sesioctonus grandis är en stekelart som beskrevs av Briceno 2003. Sesioctonus grandis ingår i släktet Sesioctonus och familjen bracksteklar. Inga underarter finns listade i Catalogue of Life.